# Montes Wudang
Los montes Wudang (en chino tradicional, 武當山; en chino simplificado, 武当山; pinyin, Wǔdāng shān) se encuentran en el noroeste de la provincia de Hubei, en China. Su cumbre principal es llamada Tianzhu (Pilar del Cielo) y destaca entre los 72 picos que la rodean. El Conjunto de edificios antiguos de las montañas de Wudang fue declarado patrimonio de la humanidad por la Unesco en 1994.
Se cree que en estos montes se originaron algunos estilos de artes marciales relacionados con el taoísmo, y se destacan el Wudangquan o Wudai Pai o estilo de lucha Wudang, y otros estilos relacionados, por ejemplo, Pa Kua Chuan, Ba Ji Quan, Tai Chi Chuan, etc. La leyenda atribuye a la región de los Montes de Wudang el origen de los estilos internos de las artes marciales chinas.
Los Montes Wudang destacan por ser el núcleo de templos taoístas y por su tradición histórica de maestros relevantes del taoísmo y de la medicina tradicional china .
El lugar fue usado para el rodaje de The Karate Kid (película de 2010), donde se aprecian sus escaleras empinadas y diferentes templos budistas.